# Nueva Esparta (El Salvador)
Nueva Esparta es un distrito del municipio de La Unión Norte en el departamento de La Unión, El Salvador. De acuerdo al censo oficial de 2024, tiene una población de 8.638 habitantes.

## Municipio
Cantones: El Portillo, Honduritas, Las Mariás, Monteca, Ocotillo, Talpetate.
Altitud (centro de la ciudad): 295 metros (967,8 pies) sobre el nivel del mar (en el centro del pueblo), aunque algunas partes alrededor del pueblo llegan a más de 850 metros (2788,7 pies) sobre el nivel del mar .
Área del territorio: 86.16 km² , de los cuales 0.72 km² son urbanos y 85.44 km² son rurales.
Ubicación: Al norte del distrito se encuentra la frontera con Honduras y el distrito de Polorós; al este, distritos Polorós y Concepción del Oriente; al sur, Anamorós y El Sauce; al oeste, los distritos de Lislique y Anamorós. El pueblo está a 200 km de San Salvador, situado al norte de la carretera Ruta Militar 
a lo largo de un camino rural.
Coordenadas geográficas: 13 grados 54’ 00” LN (Norte), 13 grados 42’ 35” LN (Sur), 87 grados 47’ 48” LN (Este), and 87 grados 53’ 36” LN (Oeste).
Clima: El clima cambia bastante sobre el distrito. El pueblo queda en un valle y por eso recibe las temperaturas más calientes del municipio; comunidades del cantón situados en áreas más altos como Las Marias y Monteca tienen temperaturas más  frescas, aun a veces frías. Como todo El Salvador, Nueva Esparta tiene una temporada seca en el verano (noviembre hasta abril) y una temporada de lluvias en el invierno (final de abril hasta principio de octubre), con una precipitación anual oficial estimada entre 1600 y 1800mm.

## Historia
La localidad fue fundada el 15 de diciembre de 1838 por el coronel Narciso Benítez un oficial del ejército republicano
del Liberador Simón Bolívar. La población original estaba conformada en su mayoría por familias criollas e inmigrantes hondureños originarios de Curarén y Texiguat.  Estos inmigrantes fueron acogidos por Benítez —Jefe Político y Comandante general del departamento de San Miguel—, debido a que habían sido perseguidos por el entonces jefe de Estado hondureño Francisco Ferrera, a la ruptura de este con Francisco Morazán. Estos inmigrantes hondureños, junto a los pobladores de origen ibérico que habitaban la zona desde tiempos coloniales, lucharon de manera tan feroz y abnegada a favor de la causa Unionista Centroamericana, que el General Francisco Morazán en repetidas ocasiones se refirió a ellos cariñosamente como «mis valientes espartanos» en homenaje a los famosos guerreros de la ciudad de Esparta en la Grecia Antigua quienes pelearon y murieron en defensa de su ciudad, contra el Ejército persa de Jerjes I a pesar de contar solo con 300 hombres.  
Al estabilizarse la situación política en Honduras, parte de los inmigrantes Hondureños regresaron a su tierra natal y la ciudad recibió nuevos inmigrantes desde España. En 1841, el poblado obtuvo el título, por la Asamblea Legislativa de El Salvador, de «pueblo» del distrito de San Antonio El Sauce, San Miguel. Entre los años 1847 o 1848 la aldea fue trasladada a su actual asiento debido a saqueos de bandidos y cuatreros hondureños. El 22 de junio de 1865, con la división territorial de San Miguel de la Frontera por parte del gobierno de Francisco Dueñas, debido a disidencia política acaecida a la ejecución del migueleño Gerardo Barrios por parte de Dueñas, Nueva Esparta fue anexada al recién creado Departamento de La Unión (El Salvador). El 9 de febrero de 1883, Nueva Esparta fue integrado al distrito de Santa Rosa de Lima. El 10 de marzo de 1892, bajo la administración del General Carlos Ezeta, Nueva Esparta obtuvo el título de «villa». En ese tiempo su población era de 1470 personas (1890). El 29 de marzo de 1966 el presidente coronel Julio Adalberto Rivera le concedió a Nueva Esparta el título de ciudad.

## Población e industria
Es notable el origen Europeo en la fisionomía de la mayoría de los habitantes del Noreste de El Salvador. Nueva Esparta -junto a los Municipios aledaños- es famosa por su población chele (Blanco (persona)) y no es difícil encontrar a personas de ojos azules o verdes, con cabello rubio o rojo, especialmente entre los más jóvenes. Aunque la población mestiza sigue conformando la mayoría, y muchos de ellos son de ascendencia hondureña.
Muchos habitantes de Nueva Esparta han vivido en los Estados Unidos, o tienen familiares en ese país. Debido a esto los ingresos
de muchos habitantes de la ciudad se complementan con remesas mandadas a la familia desde distintas ciudades de los Estados Unidos. Gracias a ello se encuentran muchas casas nuevas o renovadas en el municipio.
Aunque los cultivos básicos del maíz y el frijol están siempre presentes, la actividad agrícola por excelencia es la Ganadería. Se nota la popularidad del estilo Ganadero en el gran uso y variedad de sombreros vaqueros. Nueva Esparta
produce algunos de los quesos de la más alta calidad en El Salvador, además de distintos lácteos tales como: crema, cuajada y requesón. No es raro encontrar una gran variedad de productos especiales, ya que muchas familias tienen un método artesanal único para elaborarlos, el cual guardan celosamente y solo lo transmiten de generación en generación. 
Muchas personas viven en caseríos (aldeas) y no son contabilizadas en los censos, así es que el número de residentes en el distrito podría ser mayor al indicado.

## Cultura
Como la mayoría de El Salvador, Nueva Esparta tiene una marcada herencia Católica. Sin embargo la evangelización apareció
por primera vez en Nueva Esparta por los años 1960 y fue creciendo en popularidad. La Iglesia Católica (de 
estilo colonial) ya está acompañada de varias iglesias y templos evangélicos
Aunque es notoria la presencia de muchos Cristianos evangélicos, las fiestas patronales y otras fiestas religiosas de origen católico, son muy importantes para la vida cultural e identidad de la ciudad y son celebradas por todos los Espartanos. 
Las fiestas patronales se celebran entre el 26 y 29 del mes de junio en honor a San Pedro. Las Fiestas Titulares que son más populares se celebran entre el 11 y 15 del mes de diciembre en honor a la Virgen de Concepción. Las fiestas están marcadas por danzas, fiestas, ferias, carreras a caballo, partidos de fútbol y otros eventos.
Un apodo común para los habitantes de Nueva Esparta es Majonchos, refiriéndose a los guineos (banana) cortos y cuadrados que son muy comunes en todos los jardines del municipio.
Escuelas: La ciudad tiene un kinder (escuela de educación parvularia) con unos 100 niños, una escuela primaria (centro escolar
José Simeon Cañas) con unos 500 estudiantes, y una escuela secundaria (El Instituto Nacional de Nueva Esparta, o INNE) con
unos 200 estudiantes.

### Lugares de atracción

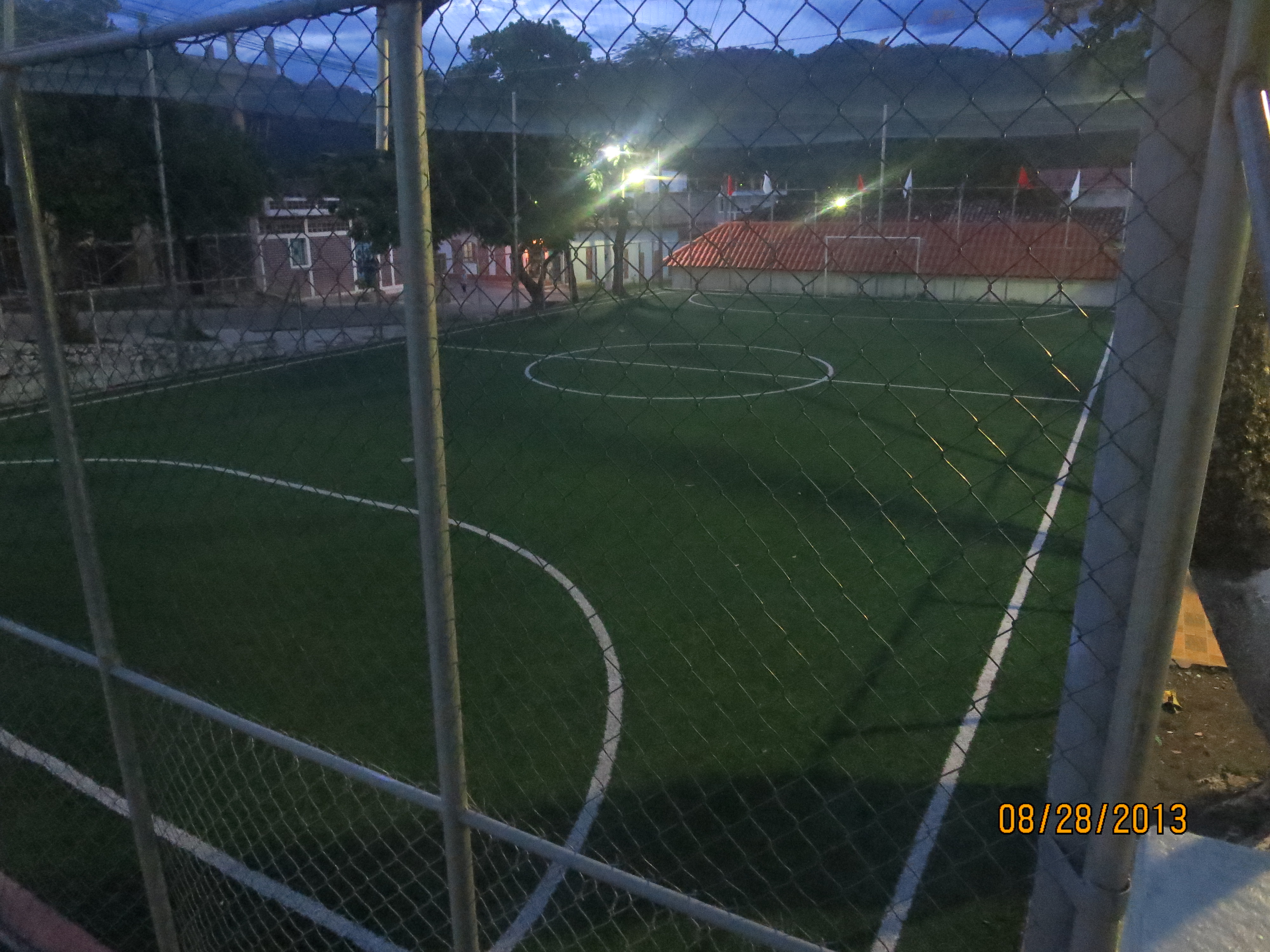
Nueva Esparta - panoramio

Nueva Esparta cuenta con una variedad de lugares de interés a que le dan el ambiente promocional en dicha ciudad

## Galería

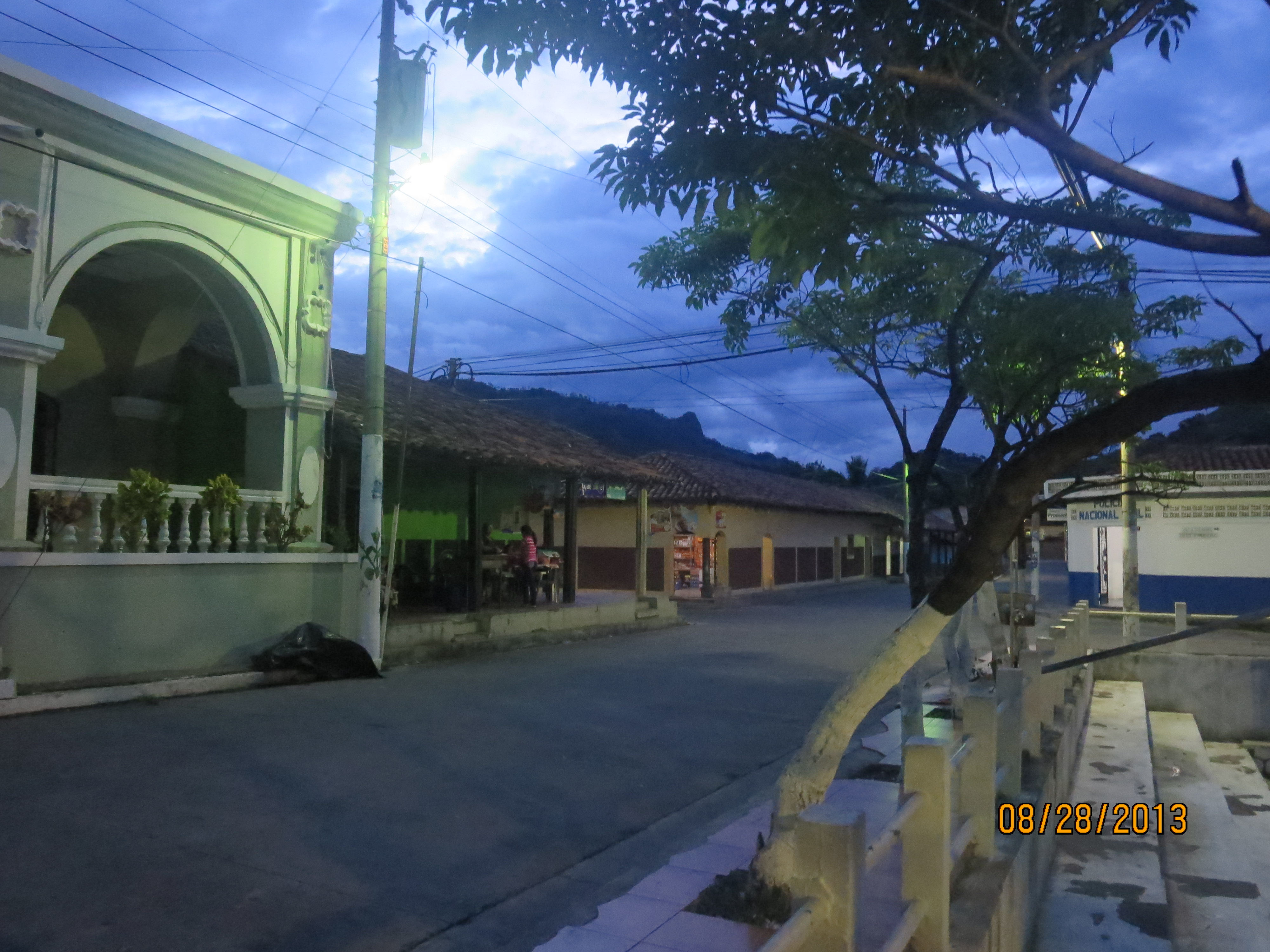
Nueva Esparta - panoramio (1)